# Tonniornis
Tonniornis — викопний рід пінгвінів, що існував впродовж пізнього еоцену (37-34 млн років тому). Викопні рештки виявлені на острові Сеймур в Антарктиці.